# マルガレーテ・フォン・デア・プファルツ
マルガレーテ・フォン・デア・プファルツ（ドイツ語：Margarete von der Pfalz, 1376年 - 1434年8月26日）は、ロレーヌ公シャルル2世の妃。フランス語名はマルグリット・デュ・パラティナ（Marguerite du Palatinat）。

## 生涯
マルガレーテはローマ王ループレヒトとその妃エリーザベト・フォン・ニュルンベルクの娘である。母方の祖父母はニュルンベルク城伯フリードリヒ5世とエリーザベト・フォン・マイセンである。1393年2月6日にロレーヌ公シャルル2世と結婚した。イングランド王ヘンリー6世の王妃マーガレット・オブ・アンジューは孫の1人である。
夫シャルル2世との間に以下の子女が生まれた。
- イザベル（1400年 - 1453年） - ロレーヌ女公、ナポリ王ルネ・ダンジューの妃。
- ルイ - 早世
- ラウル - 早世
- カトリーヌ（1407年 - 1439年） - バーデン辺境伯ヤーコプ1世と結婚